# 南川石杉
南川石杉（学名：Huperzia nanchuanensis）为石杉科石杉属下的一个种。

## 扩展阅读
- 維基物種上的相關：南川石杉